# Jevgenij Abramovič Baratynskij
Jevgenij Abramovič Baratynskij nebo Boratynskij (rusky Евге́ний Абра́мович Бараты́нский nebo Бораты́нский, 2. března 1800 – 11. července 1844, obě data jsou podle gregoriánského kalendáře) byl ruský básník.

## Biografie
Pocházel ze starobylého šlechtického rodu Boratynských neboli Baratynských; pravopis příjmení nebyl v rámci rodu nikdy zcela ustálený a i básník sám užíval porůznu obě varianty.

Narodil se poblíž Tambova v rodině důstojníka, který brzy po jeho narození zemřel. Velký vliv na Baratynského pozdější myšlení měl jeho italský vychovatel, který v něm podnítil velkou lásku a úctu k Itálii. Od dvanácti let studoval v petrohradském penzionátě, ze kterého byl v roce 1815 pro kázeňské problémy vyloučen, což mu znemožnilo přístup k jakékoli státní službě s výjimkou vojenské (musel by ovšem nastoupit jako řadový vojín, což bylo ve výše postavených rodinách neobvyklé). Jeho mládí bylo velmi smutné, žil se svou matkou, kterou velmi miloval, na rodném statku, pokusil se dokonce o sebevraždu. V roce 1819 vstoupil v Petrohradě k lehké pěchotě. Ve městě se seznámil se soudobými literáty, např. s Puškinem a Žukovským. Jeho přítel Delvig v roce 1819 bez jeho vědomí zveřejnil v časopise jeho básně. Vzorem pro ně byl George Gordon Byron a Žukovskij. V roce 1820 byl už v hodnosti poddůstojníka přeložen do Finska. Drsná finská krajina měla velký ohlas v jeho básnické tvorbě, napsal mimo jiné báseň Finlandia, která patří k jeho nejlepším. V roce 1825 konečně získal důstojnickou hodnost, opustil vojenskou službu a přestěhoval se do Moskvy. V roce 1826 se oženil se vzdělanou Nastasijí Lvovnou Engelhardtovou, která ho podněcovala v literární tvorbě. Obnovil staré přátelské vztahy se spisovateli a navázal nové. V Moskvě napsal dvě delší epické skladby, Bal (1828) a Cikánka (1830), po nich se ale věnoval výlučně tvorbě lyrické, vydával je i knižně. V roce 1843 odjel do Paříže, kde se seznámil s Turgeněvem, v roce 1844 konečně vykonal svou vysněnou cestu do Itálie, v Neapoli pak náhle zemřel. 

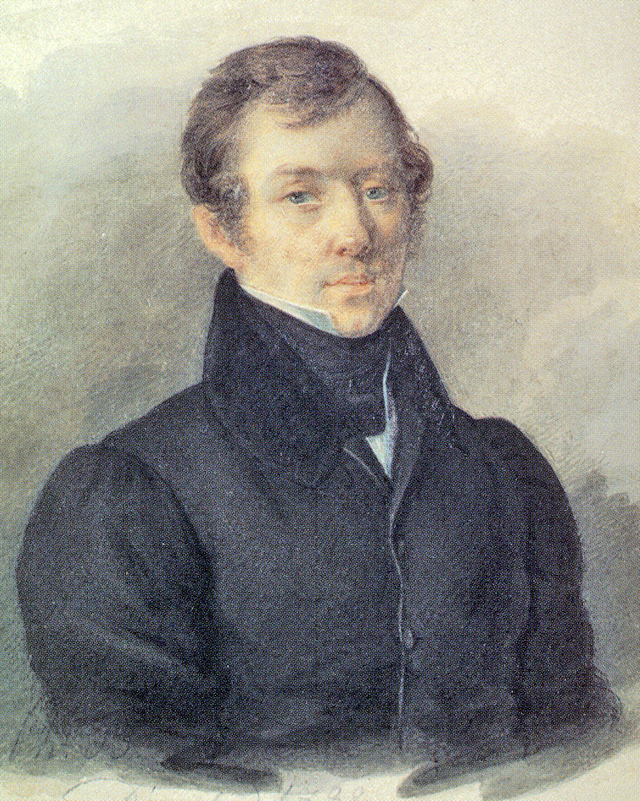
Jevgenij Abramovič Baratynskij

Jeho básně jsou velmi pesimistické, bolestné a velmi emotivní a díky své citlivosti a působivosti patří k nejvýše ceněným básníkům v okruhu kolem Puškina. Je, především pro svou ponurou životní filosofii, srovnáván s Leopardim. Ve svých básních se snažil dosáhnout opětovného souladu s přírodou a spontánnosti myšlení. Znovu objeven byl Baratynskij ve dvacátém století především díky Anně Achmatovové.